# (74051) 1998 HP150
(74051) 1998 HP150 – planetoida z pasa głównego asteroid okrążająca Słońce w ciągu 7,8 lat w średniej odległości 3,93 j.a. Odkryta 20 kwietnia 1998 roku.